# Distretto di Dumlupınar
Il distretto di Dumlupınar (in turco Dumlupınar ilçesi) è uno dei distretti della provincia di Kütahya, in Turchia.